# Филип Мексес
Филѝп Мексѐс (на френски: Philippe Mexès) е френски професионален футболист, централен защитник. От лятото на 2011 г. е играч на италианския Милан. Висок е 187 см.
Започва професионална си кариера в Оксер, където прекрава пет сезона. През юни 2004 г. бранителят преминава в Рома. Дебютира за Франция през 2002 г. Носител на Купата на Италия за 2007 и 2008 г.